# کالین هالکت
کالین هالکت (انگلیسی: Colin Halkett؛ ۷ سپتامبر ۱۷۷۴ – ۲۴ سپتامبر ۱۸۵۶) فرد نظامی اهل پادشاهی متحد بریتانیای کبیر و ایرلند بود. وی همچنین برندهٔ جوایزی همچون نشان حمام شده‌است.